# قلعة بابا محمد
قلعة بابا محمد هي قرية في مقاطعة خوانسار، إيران. يقدر عدد سكانها بـ 47 نسمة بحسب إحصاء 2016.